# Ballester-Molina
La Ballester-Molina fue una pistola diseñada y fabricada por la compañía argentina Hispano Argentina Fábrica de Automóviles SA (HAFDASA).

## Historia
La Ballester-Molina llevó el nombre de Ballester-Rigaud entre 1938 y 1940, y fue diseñada como una alternativa menos costosa para la Policía y las Fuerzas Armadas argentinas respecto a la Colt M1911A1. La producción comenzó en 1938 y cesó en 1953.
La historia de la compañía se remonta a 1929, cuando dos empresarios españoles, Arturo Ballester y Eugenio Molina, fundaron una sucursal de la Hispano-Suiza en Buenos Aires. Algunos años después, HAFDASA contrató dos ingenieros, al francés Rorice Rigaud y a Carlos Ballester-Molina, un pariente de los fundadores. Rigaud fue el jefe de diseño de la empresa, mientras que Ballester-Molina fue nombrado Director ejecutivo.
Como la Ballester-Molina fue diseñada para servir junto a la Modelo 1927, que entonces estaba en servicio, tiene un gran parecido con la Colt M1911A1. La Ballester-Molina y la M1911 comparten el mismo cargador de 7 balas, cañón, resorte recuperador y cojinete del cañón. Aunque algunas otras piezas parezcan iguales a primera vista, no lo son. Sin embargo, muchas de ellas son adaptables. La Ballester-Molina también es conocida como la «Hafdasa», por el acrónimo de la empresa que la fabricó.

## Uso operacional
La Ballester-Molina fue empleada por las fuerzas de seguridad de Argentina. El Ejército Argentino adoptó esta pistola en 1938. La Ballester-Molina es una pistola semiautomática accionada por retroceso corto y con recámara acerrojada. Su sistema de acerrojado es una copia casi idéntica a la de la Colt M1911A1, con el enlace oscilante empleado para desacoplar el cañón de la corredera. El gatillo es de acción simple y de dos etapas, pero pivota en lugar de deslizarse como el de la M1911. El martillo es bloqueado por el seguro manual situado en el armazón, y no tiene seguro de presión en la empuñadura. Su calidad es excelente, ya que varios ejemplares vendidos en el mercado de armas sobrantes han tenido un gran uso, pero muestran poco desgaste interno.
Si bien la Ballester-Molina fue inspirada en la pistola española Star, fue fabricada para emplear el cartucho 11,25 x 23. Pocas piezas son intercambiables con la M1911, entre ellas el cañón, cargador y resorte recuperador. Es una pistola muy bien hecha y precisa, que puede competir con cualquier pistola contemporánea del mismo calibre.[cita requerida]
En un artículo sobre las pistolas Ballester-Molina ordenadas por los británicos, publicado en el número de septiembre de 2007 de la revista argentina sobre armas Magnum, la investigación y los datos recopilados por el coleccionista de armas y publicista Jorge E. Arbones parecen confirmar la leyenda según la cual, las Ballester-Molina del contrato británico fueron fabricadas con acero recuperado de los restos del acorazado de bolsillo alemán Admiral Graf Spee después de su hundimiento en Montevideo, Uruguay en el estuario del Río de la Plata en 1939. Sin embargo en el año 2002 en la Revista Magnum se desmiente este mito contradiciendo lo escrito por el sr Arbones. Otro especialista, Alejandro Gherovici, desmintió la leyenda diciendo que el acero fue probablemente suministrado por Estados Unidos bajo la Ley de Préstamo y Arriendo. El artículo de Arbones también detalla el empleo de estas pistolas por el 8.º Ejército británico y el SOE, así como él obtuvo sus Ballester-Molina con marcajes británicos, sin embargo en el año 2002 la publicación nº150 de la Revista Magnum escrita por Santiago P. Tavella Madariaga aporta datos sobre este mito y la fabricación de la pistola Ballester Molina contrato británico. Entre 10 000 y 15 000 ejemplares fueron fabricados especialmente para el Reino Unido durante la Segunda Guerra Mundial. Una cierta cantidad de pistolas fueron suministradas a los agentes del SOE, para evitar el empleo de armas británicas en operaciones encubiertas en la Europa ocupada y detrás de las líneas enemigas. Las Ballester-Molina del contrato británico pueden ser identificadas por números de serie que abarcan desde el 12 000 hasta el 21 000.

## Variantes
Se produjo una versión de la Ballester-Molina que empleaba el cartucho .22 Long Rifle para entrenamiento. Esta versión es exteriormente idéntica a la Ballester-Molina estándar, excepto por los marcajes de la corredera que indican su calibre. Sin embargo, la versión de 5,5 mm era accionada por retroceso para poder utilizar el cartucho de percusión anular menos potente. Fue producida en cantidades limitadas, por lo que es muy escasa hoy en día. La Ballester-Molina .22 también tuvo una versión con alza regulable y otra igual con cañón alargado, ambas denominadas «Modelo Campeón».

## Usuarios
- Argentina
  - Ejército Argentino
  - Fuerza Aérea Argentina
  - Gendarmería Nacional Argentina
  - Policía Federal Argentina
  - Prefectura Naval Argentina
  - Servicio penitenciario federal
  - Cuerpo de Guardaparques Nacionales
  - Policía de la Capital
- Bolivia
- Chile
- Colombia
- Ecuador
- Perú
- Reino Unido
  - Special Operations Executive
- Venezuela